# Irisroest
De irisroest (Puccinia iridis)  is een autoecische schimmel behorend tot de familie Pucciniaceae. Het is een biotrofe parasiet die spermogonia en aecia vormt op resp. de boven- en onderzijde van het blad van de brandnetel (Urtica) en echte valeriaan (Valeriana officinalis), en uredinia en telia op resp. Beide zijden en onderzijde van het blad van de Iris. Telia vaak ontbrekend.

## Kenmerken
Vormt op de brandnetel (Urtica) en echte valeriaan (Valeriana officinalis) geen sterke zwellingen en misvormingen, zit alleen aan de onderzijde van de bladeren, en heeft aeciosporen die kleiner zijn dan 20 µm. Op de Iris de enig bekende roestsoort.

## Verspreiding
In Nederland komt de schimmel zeldzaam voor. Er zijn twee meldingen bekend op Iris van 1935 en 1964. Het is niet bekend van Brandnetel en Echte valeriaan.